# Мебеверин
Мебеверин (англ. Mebeverine, лат. Mebeverinum) — лікарський препарат, який належить до групи міотропних спазмолітичних засобів, та застосовується перорально. Мебеверин застосовується у клінічній практиці з 1965 року, а випуск його розпочала компанія «Solvay» під торговими марками «Колофак», «Дуспатал» і «Дуспаталін».

## Фармакологічні властивості
Мебеверин — синтетичний препарат, що належить до групи міотропних спазмолітичних засобів. Механізм дії препарату полягає у блокуванні швидких натрієвих каналів клітинної мембрани клітин гладенької мускулатури органів травної системи, що порушує процес проникнення іонів натрію у клітини, наслідком чого є сповільнення процесу деполяризації та блокування поступлення іонів кальцію, внаслідок чого інгібується фосфорилювання міозину, та відбувається розслаблення гладеньких м'язів і зняття їх спазму. Мебеверин також зумовлює зниження поповнення депо кальцію в клітинах гладеньких м'язів травної системи, що призводить лише до короткочасного виходу іонів калію з клітин та їх гіперполяризації, що запобігає розвитку гіпотонії стінки гладеньких м'язів. Цей ефект відрізняє дію мебеверину від дії інших міотропних спазмолітиків. Мебеверин ефективний при спазмах гладеньких м'язів органів травної системи, особливо товстої кишки, а також сфінктера Одді. Мебеверин ефективний при застосуванні при спазмах гладенької мускулатури органів травної системи як у дорослих, так і у дітей. При застосуванні мебеверину не спостерігаються побічні ефекти, які часто спостерігаються при застосуванні холінолітиків: сухість у роті, затруднення при сечопуску, погіршення зору. Проте мебеверин не рекомендований до застосування при гастроезофагеальній рефлюксній хворобі у зв'язку із розслаблюючою дією на нижній стравохідний сфінктер.

### Фармакокінетика
Мебеверин швидко та повністю всмоктується після перорального застосування, проте біодоступність препарату не визначена, оскільки відразу після всмоктування він гідролізується естеразами до вератрової кислоти і мебеверинового спирту, та не визначається у плазмі крові. Максимальна концентрація метаболітів мебеверину в крові досягається протягом 1 години після прийому препарату. Мебеверин повністю метаболізується у печінці з утворенням як активних, так і неактивних метаболітів. Виводяться метаболіти мебеверину з організму із сечею із періодом напіввиведення 2,45 години.

## Показання до застосування
Мебеверин застосовується для симптоматичного лікування спазмів гладенької мускулатури при органічних захворюваннях травної системи, кишковій кольці, жовчній кольці; а також при болю, спазмах та дискомфорті у животі при синдромі подразненого кишечника.

## Побічна дія
При застосуванні мебеверину побічні ефекти спостерігаються рідко. Серед побічних явищ найчастіше спостерігаються головний біль, головокружіння, нудота, діарея, запор, дуже рідко алергічні реакції (у вигляді висипань на шкірі, свербіння шкіри, кропив'янки, набряку Квінке, набряку обличчя).

## Протипокази
Мебеверин протипоказаний при підвищеній чутливості до препарату, паралітичній кишковій непрохідності. Мебеверин не рекомендований до застосування при вагітності та годуванні грудьми. Мебеверин застосовується дітям у віці більше 3 років.

## Форми випуску
Мебеверин випускається у вигляді таблеток по 0,135 г; желатинових капсул по 0,2 г та суспензії для перорального застосування із вмістом 50 мг мебеверину у 5 мл суспензії.